# Edvard Lindström
Edvard Lindström, född 14 december 1877 i Sköllersta församling i Örebro län, död 30 september 1968 i Sankt Johannes församling i Stockholm, var en svensk förläggare.
Edvard Lindström växte upp på gården Prästebo, Sköllersta, och var son till hemmansägare Lars Johan Lindström och Kristina Olsdotter. Han var bror till J.L. Saxon och David Lindström samt farbror till Lars Saxon och Håkan Lindström. 
Lindström genomgick handelsskolor i Östersund och Stockholm. Han var anställd vid Jämtlands Tidnings tryckeri- och kontorsavdelning 1897–1906, bedrev tryckerirörelse i Filipstad och utgav Bärgslagernas Nyheter 1907–1910. Han var med och bildade Såningsmannens AB 1913, Nutidens Förlags AB 1914, Violas Förlags AB 1920 och Bröderna Lindströms Förlags AB 1923. Tillsammans med två bröder bildade han Saxon & Lindströms förlags AB 1931 genom samgående av förut nämnda bolags rörelser. Han var direktör och ordförande i sistnämnda förlag.
Han var styrelseledamot i Svenska Tidningsutgivareföreningen och ordförande för dess veckotidningssektion, styrelseledamot i Pressbyråns intressenter AB och AB Sveriges pressbyråer. Han var ordförande i Sällskapet Närkingarne och styrelseledamot i Södermanland-Nerikes Gille. Han ägde Fågelsångens gård i Tveta församling i Sörmland. Han företog studieresor till bland annat England, Frankrike, Tyskland.
Edvard Lindström gifte sig 1908 med Agnes Uhlin (1881–1970) och fick tre barn: Inga-Lisa Bjuvman (1911–1992) samt förläggarna Ivar Lindström (1915–2004) och Hans Lindström (1918–1990). Makarna Lindström är begravda i familjegrav på Norra begravningsplatsen i Solna.